# Harold Kottman
Harold William Kottman (nacido el 22 de agosto de 1922 y fallecido el 30 de noviembre de 2004) fue un jugador de baloncesto estadounidense que disputó una temporada en la BAA, además de jugar en la PBLA y en la PCBL. Con 2,03 metros de estatura, jugaba en la posición de pívot.

## Trayectoria deportiva

### Universidad
Jugó durante su etapa universitaria en el Culver-Stockton College, siendo el único jugador de la historia de dicha institución en llegar a jugar en la BAA o en la NBA.

### Profesional
En 1946 fichó por los Boston Celtics de la recién creada BAA, con los que disputó una temporada, en la que promedió 3,1 puntos por partido. Tras ser despedido, fichó al año siguiente por los St. Paul Saints de la PBLA, donde disputó una temporada también, promediando 2,8 puntos por encuentro. Acabó su carrera profesional en la liga menor PCBL, con los Seattle Athletics.

#### Estadísticas en la BAA

##### Temporada regular
| Temporada | Edad | Equipo         | Liga | Pos. | P  | TIT | MIN | TC  | TCA | %TC  | 3P | 3PA | %3P | TL  | TLA | %TL  | R.OF. | R.DEF. | REB | ASIS | ROB | TAP | PER | FP  | PTS |
| 1946-47   | 24   | Boston Celtics | BAA  |      | 53 |     |     | 1.1 | 3.5 | .314 |    |     |     | 0.9 | 1.9 | .465 |       |        |     | 0.3  |     |     |     | 1.1 | 3.1 |
| Total     |      |                | BAA  |      | 53 |     |     | 1.1 | 3.5 | .314 |    |     |     | 0.9 | 1.9 | .465 |       |        |     | 0.3  |     |     |     | 1.1 | 3.1 |